# David Lamelas
David Lamelas (Buenos Aires, Argentina, 1946) es un artista contemporáneo argentino, pionero del arte conceptual, que radica actualmente entre las ciudades de Los Ángeles, Berlín y París.
Protagonista del punto de quiebre que marcó la década de los sesenta en el arte argentino. En el año de  1965 deja de lado los bastidores para comenzar a trabajar con los objetos tridimensionales.
Durante los años sesenta, fue uno de los principales exponentes del Instituto Di Tella, donde ganó el Jury Special Award en 1966. En dicha institución, Lamelas trabajó a la par de artistas y escritores como Oscar Masotta, Eduardo Costa, Margarita Paksa y Marta Minujín. Para Lamelas, el arte siempre había sido un conjunto de información modelado por su transmisión a través del tiempo. La idea de arte como medio, del que se hablaba en las conversaciones con sus compañeros, sirvió de ayuda para que pudiera replantear lo que sería el rol de la escultura tradicional y dar prioridad a la experiencia del espectador dentro del sitio arquitectónico.
En 1967 obtiene el Sculpture Prize en la IX Bienal de São Paulo al presentar su obra Dos espacios modificados.  En el mismo año y después de su obra Situación de tiempo, la noción del tiempo se convierte en la base de su discurso artístico y con ello, Lamelas comienza a indagar en la ficción literaria y la cinematografía, teniendo como objetivo mostrar la relación dialéctica que tiene la imagen estática y la imagen con movimiento intensificando la recepción de la realidad. A mediados de la década de los setenta, comienza a vivir en Los Ángeles con el fin de abrir las posibilidades de trabajar en la cinematografía. Producto de esta decisión fue la obra Character Appropriation (1974) que fue una serie fotográfica donde a través de él mismo hace una crítica del estereotipo del comportamiento de artistas de rock de la época. Durante las siguientes dos décadas se enfoca en hacer diversos proyectos de instalación y escultura pública en las que analiza la posición que tiene la naturaleza y la cultura en la sociedad.  En 1968 se instala en Londres gracias a una beca del British Council, donde estudia bajo la tutela de Anthony Caro.  A partir de su estancia en Londres, Lamelas comenzó a realizar cortometrajes y cine de exposición.    
En este nuevo milenio ha logrado protagonizar diversas exposiciones importantes en diferentes países como España, México, París, Argentina, EUA, etc.  Después de residir en Los Ángeles, Lamelas vivió intermitentemente en New York y Bruselas, pero en 1999 regresa nuevamente a Los Ángeles. Hoy David Lamelas entre París, Los Ángeles y Buenos Aires.
Después de su obra Situación de tiempo, la noción del tiempo se convierte en la base de su discurso artístico y con ello, Lamelas comienza a indagar en la ficción literaria y la cinematografía, teniendo como objetivo mostrar la relación dialéctica que tiene la imagen estática y la imagen con movimiento intensificando la recepción de la realidad. 

## Biografía
Nacido en Buenos Aires el 12 de diciembre de 1946, David Lamelas vivió durante su adolescencia los programas del Desarrollismo argentino, los cuales procuraron impulsar la industria e incrementar la fuerza laboral del país.  La relación entre arte e industria se exacerbó con la fundación del Instituto Di Tella para el apoyo de las ciencias y el arte en 1958.
Recuerda que cuando era niño en su casa el único tema de conversación que existía era España y la situación de su tío Victoriano. Lamelas era el encargado de escribir las cartas a su abuela, dirigidas a Borruga, provincia de Orense, en España.
A los cinco años, Lamelas perdió a su hermano mellizo, Víctor, que falleció a causa de una meningitis. La relación que existía entre ellos era especial y Lamelas ha llegado a afirmar que se sentían como una misma persona y que Víctor nunca se fue del todo. Este fue un motivo fundamental para tomar la decisión de irse de Argentina, en 1968, y estudiar en Londres.

## Educación
La formación artística de Lamelas se llevó a cabo en la Academia Nacional de Bellas Artes (Argentina) obteniendo el grado de licenciatura en artes plásticas en 1963. En 1968 obtiene una beca del British Arts Council, la cual le permite estudiar en Londres, donde inicia su exploración en cortometrajes y cine de exposición. Lamelas estudió en la escuela de Arte Saint Martin, en Londres en el año de 1969.

## Trayectoria
Es notable en las primeras obras de Lamelas  un diálogo con el minimal art norteamericano y las estructuras primarias. Sus trabajos estudian la percepción de tiempo y espacio e irá explorando distintos medios de representación y lenguaje. Es hasta final de los años sesenta cuando Lamelas agrega lo tecnológico como un factor primordial en la construcción de lo real.
Fue pionero en las corrientes radicales de la escultura en los años sesenta y setenta, su propuesta abandonó el concepto convencional que se tenía de volumen movilizando materiales y procedimientos. Desde sus primeras películas, desarrolló un tratamiento muy personal de tiempo y espacio. Sus películas, instalaciones y fotografías buscan cómo los medios de comunicación caen en nuestra construcción del mensaje. Lamelas fue mayormente reconocido como un exponente del arte conceptual, se relacionó también con el happening y el arte de los medios de comunicación.
El conceptualismo se ve plasmado en relatos históricos originados en Europa y Estados Unidos los cuales surgen en un momento clave en su historia, sin embargo, hay que resaltar que el marco intelectual de su práctica surgió en  Argentina, en un momento realmente excepcional de su historia.  

## Obras
Sus obras son experimentales, estás relacionan la narrativa fílmica con nuevas formas de construir un relato y logran conseguir nuevos procesos de comunicación y cognición.
Su obra Limite de una proyección consistía en colocar en una sala oscura, una luz que se proyecta en forma de un círculo blanco en el piso y puede ser atravesado por el espectador. Gracias a esto la obra se vuelve inmaterial, es decir que no se puede percibir por los sentidos. En 2017, Gastón Pérsico incorpora esta pieza durante las horas de exhibición en un único día.  La obra permite al espectador observar un círculo de luz que no forma una figura tan grande como sus haces de luz. La tecnología de iluminación que se percibe en la obra es presentada como un elemento de limitación, una resta que es capaz de exponer la realidad material de una situación.
La obra Situación del Tiempo, presentada también por el Instituto Di Tella en el año 1967, es su primera obra que une a los medios de comunicación, en la que el autor propone al público permanecer las ocho horas que la exposición está abierta para participar activamente en el tiempo y comprender la obra en su totalidad. Situación de Tiempo compone un antecedente del género de videoarte, se utiliza un lenguaje abstracto o indefinido y de reflexión abierta. La obra consiste en la instalación con 17 televisores en forma alineada que no transmiten imagen, si no que emitían una luz brillante que se proyectaba en la sala. Obstaculiza al televidente a percibir imágenes comunes que son proyectadas y lo hace interactuar sin dicha información. Solo se podía apreciar el efecto de nieve y escuchar un sonido electrónico. En esa época, Lamelas estaba interesado en crear obras que no tenían explicación ni dimensión física. Al crear un espacio donde el aspecto del objeto tecnológico prevalecía, se notaba su capacidad de modificar un ambiente y la condición temporal del mismo; los monitores solo proyectaban luz y la posición básica de la imagen. Situación del tiempo es un trabajo que se desarrolla en Argentina, la cual consiste en que para poder transmitir un mensaje es necesario utilizar un medio para expresarnos.

## Trabajos Afiliados
En 1965, colaboró junto con Pablo Suárez, Leopoldo Maler, Rodolfo Prayón y Floreal Amor en el happening de Marta Minujín y Rubén Santantonín titulado “La Menesunda” La obra utiliza elementos geométricos de los cuales hacen partícipes a los espectadores al interactuar con la obra y percibir estímulos multisensoriales.  También en 1967, participó en “Señal de obra”, junto a Bony, Benguria, Carreira, Jacoby, Palacio, Paksa, Suárez y Trotta.

## Profesionales que lo han dirigido en sus exposiciones[14]
- Aram Moshayedi En la exposición The desert people, 2016
- Mackenzie Stevens en la exposición The Desert People, 2016
- Chema Gonzales Martínez En la exposición David Lamelas, Time as Activity (1969 -2017)
- David Lamelas, En lugar del cine, 2009 (1969 -2017)

## Cine
Lamelas comenzó a trabajar en filmes, inspirado del movimiento literario Nouveau roman. Es a través del cine que Lamelas se siente más conectado con el arte conceptual en aquellos años. Desde finales de los años sesenta. El cine y la fotografía fueron sus principales medios para recopilar un aspecto adecuado del conceptualismo.
En 1969 surge el primer cortometraje de David Lamelas, titulado A Study of Relationships Between Inner and Outer Space, en este filme se analizan los datos arquitectónicos, sociales, climáticos y sociológicos que componen el ambiente espacial de la exposición, la institución y la ubicación geográfica. Pone énfasis en los elementos funcionales más importantes, como los dispositivos electrónicos del espacio expositivo, hasta la regulación del tráfico de la ciudad, los medios de comunicación y las condiciones climáticas del marco londinense. La película finaliza con seis entrevistas sobre la gran noticia del aterrizaje de los primeros hombres en la luna.
En 1969 comenzó a trabajar en el film Time as Activity, una serie de situaciones inspirados en entornos urbanos que se entremezclan con la duración del documental en video junto a fotografías y textos.
En 1974 trabajó en The Desert People, documental de ficción sobre un grupo de personas que hablan acerca de su experiencia visitando una reserva de nativos americanos. Fue el primer trabajo que David Lamelas produjo en Los Ángeles.
En el año 2000 trabaja en The Invention of Dr. Morel, en este cortometraje, Lamelas reflexiona sobre la relación entre diferentes momentos en el tiempo y  la temporalidad, el pasado que nos moldea, el presente en el que estamos y un futuro en el que nos proyectamos.
En 2018 trabajó el cortometraje In Our Time, una obra mordaz en la que el autor se acerca a la política de la época a través de un análisis crítico de los medios de comunicación.

## Filmografía[21][22][23][24][25][26]
| Año  | Título                                                 | Duración   | Director      |
| ---- | ------------------------------------------------------ | ---------- | ------------- |
| 1969 | A study of Relationships between inner and Outer Space | 24 minutos | David Lamelas |
| 1969 | Time as activity (Buenos Aires)                        | 15 minutos | David Lamelas |
| 1974 | The Desert People                                      | 52 minutos | David Lamelas |
| 2000 | The invention of Dr. Morel                             | 22 minutos | David Lamelas |
| 2018 | In Our Time                                            | 20 minutos | David Lamelas |

## Premios y becas
- 1965 Premio de honor, Ver y Estimar, Galería Van Riel, Buenos Aires
- 1966 Special Prize, Plástica con plásticos, Museo Nacional de Bellas Artes, Buenos Aires
- 1966 Jury Special Award, Premio Nacional, Instituto Torcuato Di Tella, Buenos Aires
- 1966 Premio Georges Braques, Museo Nacional de Bellas Artes
- 1967 Premio Georges Braques, Museo Nacional de Bellas Artes, Buenos Aires
- 1967 Sculpture Prize, IX Bienal de São Paulo, São Paulo
- 1968 British Arts Council Fellowship, London
- 1992 Premio Konex Video Arte, Argentina
- 1993 Guggenheim Fellowship, New York
- 1998 DAAD Stipendium, Germany
- 2012 Premio Konex Arte Conceptual, Argentina

### Solistas

#### 2017
- David Lamelas: A Life of Their Own. University Art Museum, California State University Long Beach, Long Beach
- Time as Activity (1969 - 2017). Museo Reina Sofía, Madrid

#### 2016
- Artists' Film Club: David Lamelas Pt 1–5. Institute of Contemporary Arts, Londres
- David Lamelas. Sprüth Magers, Berlín
- David Lamelas: The Desert People. Hammer Museum, Los Ángeles
- Intimidad Territorial (Territorial Intimacy). Parra & Romero, Madrid

#### 2015
- Mon amour (y guerra). Ignacio Liprandi Arte Contemporáneo, Buenos Aires

#### 2014
- David Lamelas–V. Kunsthalle, Basel
- On The Moon. Fonds Régional d'Art Contemporain (FRAC) Lorraine, Metz
- David Lamelas. Galleria Lia Rumma, Milán
- David Lamelas: Mon Amour. Jan Mot, Bruselas

#### 2013
- David Lamelas. Kayne Griffin Corcoran, Los Ángeles
- David Lamelas. Kunstnernes Hus, Oslo

#### 2012
- The Light at the Edge of a Nightmare. Parra & Romero, Madrid
- David Lamelas: Señalamientos. Ignacio Liprandi Arte Contemporáneo, Buenos Aires
- Proyección. Jan Mot, Ciudad de México
- New York Exists in 8.5 Billion Sq. Ft. Maccarone, Nueva York

#### 2011
- David Lamelas: COMMA 36. Bloomberg SPACE, Londres
- Limit of a Projection II. Jan Mot, Bruselas
- David Lamelas: Buenos Aires. Museo de la Universidad Nacional de Tres de Febrero (MUNTREF), Buenos Aires
- David Lamelas. Ignacio Liprandi Arte Contemporáneo, Buenos Aires

#### 2009
- AppleLife. Gaudel de Stampa, París
- Encounters. Jan Mot, Bruselas
- David Lamelas: En lugar de Cine. Centro Jose Guerrero, Granada

#### 2008
- David Lamelas. Sprüth Magers, Berlín

#### 2007
- David Lamelas: Early Works. Sprüth Magers, Múnich
- David Lamelas. Maccarone, Nueva York
- David Lamelas: Time as Activity. Neue Kunst Halle, Sankt Gallen, Zúrich
- David Lamelas. Sprüth Magers, Londres

#### 2006
- David Lamelas: Lo súper-real, Obras 1969-1984. Fundación Costantini, Museo de Arte Latinoamericano de Buenos Aires, Buenos Aires
- David Lamelas: Tiempo como actividad (Buenos Aires). Colección Costantini, Museo de Arte Latinoamericano de Buenos Aires, Buenos Aires
- David Lamelas. Sprüth Magers, Berlín.
- David Lamelas. Association of Visual Artists Vienna Secession, Viena
- David Lamelas. Time as Activity (Los Angeles). MC Gallery, Los Ángeles.
- David Lamelas: Part 1 and Part 2. Jan Mot, Bruselas
- Time as Activity. Fundacja Galerii Foksal, Varsovia
- David Lamelas: Time is a Fiction. Exposición itinerante: Kunsthalle, Basilea; Lumen, Leeds; Ocularis, Nueva York; Cinema Spoutnik, Ginebra; Outpost, Norwich; Centre for Contemporary Arts, Glasgow; Musee d'Art Moderne et Contemporain, Estrasburgo; Centre de Culturia Contemporania, Barcelona; REDCAT, Los Ángeles

#### 2005
- David Lamelas. Museo Nacional Centro de Arte Reina Sofía, Madrid
- Extranjero Foreigner Étranger Ausländer. Museo Tamayo Arte Contemporáneo, Ciudad de México
- Time is a Fiction. Side Cinema, Newcastle
- Behind the facts. Kunsthalle Fridericianum, Kassel

#### 2004
- Pièce d'angle (Corner Piece). La vitrine, École nationale de Cergy, París
- Space / Time / Fiction. Sala Rekalde, Bilbao
- David Lamelas: Exhibiting Mediality. ICA Institute of Contemporary Art–University of Pennsylvania, Filadelfia
- David Lamelas. CAC Brétigny and Centre Culturel Suisse, París

#### 2002
- David Lamelas: Dentro y fuera de la pantalla. Museo de Arte Moderno de la Ciudad de Buenos Aires (MAMBA), Buenos Aires
- The Light at the Edge of a Nightmare I & II. Galerie Kienzle & Gmeiner, Berlín
- The Invention of Dr. Morel. Galerie Yvon Lambert, París

#### 2001
- Harmony Korine - David Lamelas. Fri-Art–Centre d'Art Contemporain, Friburgo
- David Lamelas: Split Second. Storage, Santa Mónica

#### 2000
- David Lamelas. Projects on Canvas and Paper. Galerie Kienzie and Gmeiner, Berlín
- The Invention of Dr. Morel, Berlin-Time as Activity. Neue. Nationalgalerie, Berlín
- Thomas Demand, Olafur Eliasson, David Lamelas: Children of Berlin–Cultural Developments 1989-1999. Museum Folkwang, Essen

#### 1999
- David Lamelas. Galerie Gisela Capitain, Colonia
- L' Invention (The Invention). Cabinet d'Art Contemporain, Bruselas
- Art/Film Art 30 Basel. Kunsthalle Basel, Basilea

#### 1998
- David Lamelas: Time Cuts. Kunstlerhaus Stuttgart, Stuttgart
- David Lamelas: Berlin. Galerie Kienzle & Gmeiner, Berlín
- David Lamelas. DAAD Galerie. Berlín
- Filme (Film). Institut für Gegenwartskunst, Berlín
- Raum/Schnitt/Denken 3 - David Lamelas/Marguerite Duras. Deutsches Architektur Zentrum, Berlín

#### 1997
- A New Refutation of Time. Exposición itinerante: Kunstverein München, Múnich y Witte de With, Center for Contemporary Art, Róterdam.
- David Lamelas: House People. Encore Bruxelles, Bruselas.

#### 1995
- Lecture: Reading Films. APP.BXL LOBBY, Bruselas.

#### 1993
- David Lamelas. Galleria Fac -Simile, Milán
- David Lamelas: 8 Disegni. Studio Michela Scotti, Milán
- David Lamelas. Galerie des Beaux-Arts, Bruselas

#### 1992
- Lichtspiele. Kunsthalle Wien, Viena

#### 1991
- David Lamelas: Lavandula, Labiatae, Lamiales. Galerie des Beaux-Arts, Bruselas

#### 1989
- Inner & Outer. Willoughby Sharp Gallery, Nueva York.
- David Lamelas. Adriana Rosenberg Galería, Buenos Aires

#### 1988
- David Lamelas. Art House Galería, Buenos Aires

#### 1980
- Scheherazade. Long Beach Museum of Art, Long Beach

#### 1978
- David Lamelas: Fifteen Years. Museo de Arte Moderno de la Ciudad de Buenos Aires, Buenos Aires
- Internationale Filmfestspiele Berlin. Internationales Forum des jungen Films, Akademie der Künst, Berlín
- University Art Gallery. University of California, Irvine

#### 1976
- The Desert People - Five Actors Dreaming about a Documentary Movie. Contemporary Art Survey, Dickson Auditorium, UCLA, Los Ángeles
- The Violent Tape / A Fiction. Claire Copley Gallery Inc., Los Ángeles
- Filme. Städtisches Museum Mönchengladbach, Mönchengladbach
- Artists Film Series: David Lamelas. Artist Space, Nueva York

#### 1975
- David Lamelas. Palais des Beaux-Arts, Bruselas
- A Fiction. Galerie Yvon Lambert, París
- Cast: Carol Gary, Chris Holmes, Manuel Thomas Lucas, Michael Schwartz, John Volstad. Wide White Space Gallery, Amberes
- David Lamelas. Musée National d'Art Moderne, Palais de Tokyo, París
- The Violent Tapes of 1975. Institute of Contemporary Art, Londres

#### 1974
- Films. M. Poirier dit Caulier, Antwerp
- The Desert People. Jack Wendler Gallery (Collegiate Cinema), Londres
- Cumulative Script. Galleria Françoise Lambert, Milán
- David Lamelas. Wallraf-Richartz Museum, Colonia

#### 1973
- David Lamelas. Royal College of Art, Londres
- David Lamelas. Jack Wendler Gallery, Londres
- To Pour Milk into a Glass. Wide White Space Gallery, Amberes
- David Lamelas. Wide White Space Gallery, Bruselas

#### 1972
- Film Script. Nigel Greenwood Inc., London and Galleria Françoise Lambert, Milán
- Reading of an Extract from Labyrinths by J.L. Borges. Galleria Françoise Lambert, Milán
- Cumulative Script. Wide White Space Gallery, Amberes
- David Lamelas. Lia Rumma/Studio d'Arte, Nápoles

#### 1971
- Reading of an Extract from Labyrinths by J.L. Borges. Galerie Yvon Lambert, París

#### 1970
- David Lamelas. Wide White Space Gallery, Amberes
- Gente - Milano. Un Film (People - Milan. A Movie). Galleria Françoise Lambert, Milán
- Interview. Galerie Yvon Lambert, París
- Publication. Nigel Greenwood Inc., Londres
- Information. Museum of Modern Art, Nueva York
- Musée d'Art Moderne de la Ville de Paris, París

#### 1968
- XXXIV Esposizione Internazionale d'Arte Padiglione de L'Argentina. Padiglione de L'Argentina, Venecia

#### 1965
- El Super Elástico (The Super Elastic). Galería Lirolay, Buenos Aires

#### 1964
- Carlos Gardel. Galería Lirolay, Buenos Aires

#### 1962
- Dibujos (Drawings). Galería Estímulo, Buenos Aires

### Grupales

#### 2017
- Documenta 14. Atenas, Grecia

#### 2016
- Conceptual Art in Britain, 1964-1979. Tate Britain, Londres
- How to be Unique. The Keinzle Art Foundation/Cavuspace, Berlín
- La Biennale de Montréal, Le Grand Balcony. Musée d'art contemporain de Montréal (MAC), Montreal
- Light. Instituto Inhotim, Brumadinho
- Nigel Greenwood Inc Ltd: Running a Picture Gallery. Chelsea Space, Londres
- Performing for the Camera. Tate Modern, Londres
- Rebel, Rebel: Contemporary Art & Rock. Musée des Arts Contemporains de la Fédération Wallonie-Bruxelles (MAC's), Bélgica
- SITElines. 2016 Much Wider Than a Line... SITE, Santa Fe

#### 2015
- America is Hard to See. Whitney Museum of American Art, Nueva York
- Arte Cibernética (Cybernetic Art). Coleção Itaú Cultural em Curtiba, Sao Paolo
- Looking at Tomorrow: Light and Language from The Panza Collection, 1967-1990. Albright-Knox Art Gallery, Buffalo
- Do Objeto Para O Mundo (From the Object to the World). Itaú Cultural, Instituto Inhotim, Brumadinho
- Eppur si muove (Et pourtant elle tourne) [And Yet it Moves]. Musée d'Art Moderne Grand Duc Jean (Mudam), Luxemburgo
- Formes Biographiques (Biographical Forms). Carré d'Art Musée d'Art Contemporain, Nimes
- Pop in Space: We Choose to Go to the Moon. Wolverhampton Art Gallery, Wolverhampton
- Seth Siegelaub: Beyond Conceptual Art. Stedelijk Museum, Ámsterdam
- Systems & Subjects: Works from the Generali Foundation, MAP, and Museum der Moderne Salzburg Collections. Museum der Moderne Salzburg, Salzburgo
- Transmissions: Art in Eastern Europe and Latin America, 1960–1980. The Museum of Modern Art, Nueva York

#### 2014
- ArteBA. La Rural, Buenos Aires
- TENTATIVE (S) DEPUISEMENT/Attempt(s) at Exhausting. ARCO Contemporary Art Fair, Madrid
- Under the Same Sun: Art From Latin America Today. Guggenheim UBS Map Global Art Initiative: Latin America, New York. Exposición itinerante: South London Gallery, Londres
- Other Primary Structures. The Jewish Museum, Nueva York
- Wörter als Türen in Sprache, Kunst, Film. (Words as Doors in Language, Art, Film). Künstlerhaus Halle für Kunst & Medien, Graz

#### 2013
- Against Method. Generali Foundation, Viena
- Arte de Sistemas 1969-1977 (Systems Art 1969-1977). Fundación OSDE, Buenos Aires
- Berni and the Argentine representations at the Venice Biennale. Colección de Arte Amalia Lacroze de Fortabat, Buenos Aires
- Dear Portrait. Mostyn, Llandudno, Gales
- Friends of London. Artists from Latin America in London from 196X–197X. David Roberts Art Foundation, Londres
- Glam! The Performance of Style. Lentos Kunstmuseum, Linz; Schirn Kunsthalle, Frankfurt/Main; Tate, Liverpool
- Images of an Infinite Film. The Museum of Modern Art, Nueva York
- Le Paravent De Salses (The Salses Screen). Centre Europé en d'Actions Artistiques Contemporaines (CEAAC), Estrasburgo
- Open Work in Latin America, New York and Beyond. The Bertha and Karl Leubsdorf Art Galleryat Hunter College, Nueva York
- Susan Vérité. Des Méthodes (Susan Vérité. The Methods). Centre Rhénan d'Art Contemporain (CRAC Alsace), Altkirch
- Uncommon Ground: Land Art in Britain 1966–1979. Southampton City Art Gallery, Southampton. Exposición itinerante: Mead Gallery, University of Warwick; National Museum of Wales, Cardiff; Yorkshire Sculpture Park, Wakefield
- Various Stages - Bedingte Bühnen. Kunsthaus Dresden, Dresde
- The Whole Earth: California and the Disappearance of the Outside. Hause der Kulturen der Welt, Berlín

#### 2012
- Aproximaciones. Zona Maco Sur, Ciudad de México

#### 2011
- Frames and Documents: Conceptualist Practices. Selections from the Ella Fontanals-Cisneros Collection. Cisneros Fontanals Art Foundation (CIFO), Miami
- Je croix aux miracles (I Believe in Miracles). Dix ans de la Collection Lambert, Collection Lambert, Aviñón
- Les paradoxes du temps (The Paradoxes of Time). Musée d'Art Moderne Grand-Duc Jean (MUDAM), Luxemburgo
- Light Writing. Window Gallery, Central St Martins School of Art and Design, Londres
- Simon Starling: Never The Same River (Possible Futures, Probable Pasts). Camden Arts Centre, Londres
- Sistemas, Acciones y Procesos,1965-1975 (Systems, Actions and Processes, 1956-1975). Fundación PROA, Buenos Aires
- The Dialectic City: Document | Context. Laboratorio de Artes Binarios (LAB), Santurce
- The Experimental Impulse. REDCAT, Los Ángeles

#### 2010
- Are You Ready for TV? Museu d'Art Contemporani de Barcelona (MACBA) and the Centro Galego de Arte Contemporánea (CGAC), Barcelona
- Changing Channels: Art and Television 1963-1987. Museum moderner Kunst Stiftung Ludwig Wien (MUMOK), Viena
- Che cosa sono le nuvole? Artworks from the Enea Righi Collection (What Are the Clouds?). Museion (Museo d'arte Moderna e Contemporanea), Bolzano
- De frente al sol (Facing the Sun). Galerie Marin Janda, Viena
- Há sempre um copo de mar para um homem navegar (There's Always a Cup of Sea to Sail In). 29th Bienal de São Paulo, San Paulo
- Imán: Nueva York. Fundación PROA, Buenos Aires
- It Is It. Espacio 1414, Santurce
- Mixtapes: Popular Music in Contemporary Art. Lewis Glucksman Gallery, Cork
- Television, The Di Tella and one episode in TV's history. Fundación Telefónica, Buenos Aires
- The Talent Show. The Walker Art Center. Viajando a MoMA PS1, Nueva York y a University of South Florida Contemporary Art Museum

#### 2009
- A Study Of The Relationships Between Inner And Outer Space. Art Film, Basilea
- Berlin 89/09-Kuntz zwischen Spurensuche und Utopie. Berlinische Galerie, Berlín
- Earth - Moon - Earth, David Lamelas and Katie Paterson. Djanogly Gallery, Lakeside Arts Centre, Nottingham
- False Friends. Brandenburgischer Kunstverein, Potsdam
- Art 40 Basel, Jan Mot, Basilea
- Play Van Abbe, Strange and Close. Van Abbemuseum, Eindhoven
- Rock-Paper-Scissors: Pop Music as Subject of Visual Art. Kunsthaus Graz, Graz
- Source Codes. Sprüth Magers, Berlín
- The Quick And The Dead. Walker Art Center, Minneapolis
- Time As Activity. Nettwerk, Aalst, Bélgica
- Time As Matter. Museo de Arte Contemporáneo de Barcelona, Barcelona
- Timecode. Dundee Contemporary Arts, Dundee
- The Death Of The Audience. Secession, Viena

#### 2008
- Arte ≠ Vida: Actions by Artists of the Americas, 1960–2000. Museo del Barrio, Nueva York
- Un Coup de Dés, Writing Turned Image, An Alphabet of Pensive Language (A Roll of the Dice, Writing Turned Image, An Alphabet of Pensive Language). Foundation Generali, Viena
- I Have Nothing To Say And Im Saying It. Platform Seoul, Seúl
- This Is Not a Void. Galerie Luisa Strina, San Paulo
- The 7th Gwangju Biennale: Annual Report, Gwangju
- Above-the-Fold. Museum für Gegenwartskunst, Basilea
- It Cannot Be Visited But Is Experienced. Platform Seoul 2008, Seúl
- Index: Conceptualism in California from the Permanent Collection. The Museum of Contemporary Art, Los Ángeles
- Weder Entweder Noch Oder. Württembergischer Kunstverein Stuttgart, Stuttgart
- Jan Mot, Art 39 Basel, Basilea
- Peripherical Vision and Collective Body. Museion, Bolzano
- Time Pieces. Jan Mot, Bruselas
- Pop! Goes the Weasel. Badischer Kunstverein, Karlsruhe
- Other than Yourself–An Investigation Between Inner and Outer Space. TBA21 - Thyssen- Bornemisza Art Contemporary, Viena
- The Living Currency. Tate Modern, Londres
- Taking Time. Museo de Arte Contemporáneo de Vigo, Vigo
- Time Pieces. Galerie Jan Mot, Bruselas

#### 2007
- In The Poem About Love You Don't Write The Word Love. Overgaden Institut for Samtidskunst, Copenhague; Midway Contemporary Art, Minneapolis
- Uneasy Angel/Imagine Los Angeles. Sprüth Magers, Berlín
- A Theatre Without Theatre. Museo de Arte Contemporáneo de Barcelona, Barcelona; Museu Berardi, Lisbao
- Out of Place Performing the Everyday. Argos, Bruselas
- Panic Attack! Art in the Punk Years. Barbican Art Gallery, Londres
- Some Time Waiting. Kadist Art Foundation, París
- Die Geschichte wiederholt sich nicht! Anny de Decker und Stella Lohaus: Zwei Galeristinnen zwei Generationen. Bielefelder Kunstverein, Bielefeld
- 53. Kurzfilmtage Oberhausen. Oberhausen Internationale Kurzfilmtage Collection, Generali Foundation, Viena
- Playground/Living Currency. Kunstencentrum Stuk, Leuven, Bélgica

#### 2006
- ATTITUDE. Xabier Salaberria, Martin Hoener, Hilary Lloyd, Sue Tompkins, Stig Sjölund, Jonas Kjellgren, Ronny Hansson, Maria Loboda, Mandla Reuter, Itziar Okartiz, David Lamelas. Curado por Lars Bang Larsen. Gerhardsen Gerner, Berlín
- Primera generación arte en imagen en movimiento (1963-1986). Museo Nacional Centro de Arte Reina Sofía, Madrid
- Series & Sequence: Modern Photographs from the Collection. Metropolitan Museum of Art, Nueva York
- Was Wäre Wenn #6: Für die Ewigkeit. Jet, Berlín
- Programme. Jan Mot, Bruselas
- La Monnaie Vivante / Living Currency. Centre d'Art Contemporain de Brétigny, Brétigny
- Uchronies et Autres Fictions (Alternative Histories and Other Fictions). 49 Nord 6 Est, FRAC Lorraine, Metz
- Los Angeles-Paris 1955-1985. Musée National d'Art Moderne–Centre Georges Pompidou, París
- Foksal Gallery, Varsovia
- In The Poem About Love You Don't Write The Word Love. New York City Artists Space, Nueva York
- Thank You For The Music (London Beat). Sprüth Magers, Londres
- The Expanded Eye. Sehen-entgrenzt und verflüssigt. Kunsthaus, Zúrich
- Why Pictures Now. Museum Moderner Kunst, Viena
- Mouvement. Museum Ludwig Köln, Colonia
- Urconia. 49 Nord 6 Est. Franc Lorraine, Metz
- La Monnaie Vivane. Centre d'Art Contemporain de Brétigny, Brétigny
- Los Angeles 1955-1985. Centre Pompidou, París
- 50 JPG. Centre de la Photographie, Ginebra

#### 2005
- The Last Picture Show: Artists Using Photography, 1960-1982. Miami Art Central, Miami
- Today is Just a Copy of Yesterday. Jan Mot, Bruselas
- Frieze Art Fair. Jan Mot, Londres
- Wall Pieces. Jan Mot, Bruselas
- Thank You For the Music. Sprüth Magers Projecte, Múnich
- In the Poem About Love you Don't Write the Word Love. Center for Contemporary Art, Glasgow

#### 2004
- Beyond Geometry: Experiments in Form 1940s–70s. Exhibición itinerante: Los Angeles Country Museum of Art; Miami Art Museum, Miami
- The Last Picture Show: Artists Using Photography, 1960-1982. Exhibición itinerante: UCLA, Hammer Museum, Los Ángeles; Art Central, Miami; Fotomuseum, Winterthur; Museo de Arte Contemporánea de Vigo, Vigo.
- Minimal Artists Try to Make Something Look Like Nothing and Conceptual Artists Try to Make Nothing Look Like Something or Is It the Other Way Round? Galerie Yvon Lambert, París
- Behind the Facts. Interfunktionen 1968-1975. Museu de Arte Contemoranea de Serralves, Porto and Fundació Joan Miró, Barcelona
- 3. Berlin Biennale für Zeitgenössische Kunst. Martin-Gropius-Bau, Barcelona
- X-SCREEN. Filmische Installationen und Aktionen der 60er und 70er Jahre. MUMOK Museum Moderner Kunst Stiftung Ludwig Wien, Viena
- A Century of Artists Film in Britain. Tate Britain, Londres
- L'Effet Ecran. David Lamelas. CAC, Brétigny and Centre Culturel Suisse, París

#### 2003
- The Last Picture Show. Artists Using Photography. 1960-1982. Walker Art Center, Minneapolis

#### 2002
- On General Release. Norwich Gallery, Norwich

#### 2000
- Children of Berlin- Cultural Developments 1989-1999. Museum Folkwand, Essen
- Global Conceptualism- Points of Origin 1950s-1980s. MIT List Visual Art Center, Cambridge
- Flight Patterns. The Museum of Contemporary Art, Los Ángeles
- Vivências: Life Experience–Lebenserfahrung. Generali Foundation, Viena
- The Sleep of Reason. Norwich Gallery, Norwich
- Live in Your Head. The Whitechapel Art Gallery, Londres
- Inaugural Exhibition Making Time–Considering Time As a Material in Contemporary Art. The Palm Beach Institute of Contemporary Art, Lake Worth

#### 1999
- Children of Berlin- Cultural Developments 1989-1999. P.S. 1, Nueva York
- Serien und Konzepte in der Photo- und Videokunst. Museum Ludwig, Colonia

#### 1998
- 4th Internationale Foto Triennale Esslingen Fotografie als Handlung. Esslingen Villa Merkel/bahnwärterhaus, Galerien der Stadt, Esslingen

#### 1997
- The Impossible Document: Photography and British Conceptual Art 1967-1976. Camerawork, Londres
- InSITE97. Installation Gallery, San Diego
- (légende). Centre Régioinal d'Art Contermporain, Sète
- OPEN MUSEUM. Provinciaal Centrum voor Beeldernde Kunsten, Hasselt, Bélgica

#### 1996
- Qualsiasi cosa vi venga in mente. Galleria Fac-Simile, Francesca Testori, Milán
- Perfect. Galerie Mot & Van den Boogaard, Bruselas
- Zoersel 96. Domein Kasteel van Halle, Zoersel

#### 1995
- Reconsidering the Object of Art 1965-1975. The Museum of Contemporary Art, Los Ángeles
- Fundazion Baur Patucus, Buenos Aires

#### 1994
- Cuarta Pared. Museum Jacobo Borges, Caracas
- El desdoblamiento, el simulacro y el reflejo: Leandro Katz, David Lamelas, Liliana Porter. Instituto de Cooperación Iberoamericana de Buenos Aires, Buenos Aires
- Dialogues. Provinciaal Museum, Hasselt
- The Belly of the Beast. Cutting Edge Media in Los Angeles (Film Festival), Los Ángeles
- Wide White Space 1966-1976. Behind the Museum. Exhibición itinerante: Palais des Beaux-Arts, Bruselas; Kunstmuseum,Bonn; M.A.C. Galeries Contemporaines des Musées de Marseille, Marseilles

#### 1993
- Galerie des Beaux-Arts, Bruselas

#### 1992
- America. Bride of the Sun. 500 Years of Latin America and the Low Countries. Royal Museum of Fine Arts, Amberes
- Lichtspiele, Kunsthalle Wien, Viena

#### 1991
- David Lamelas/Luis Camnitzer. Carla Stellweg Gallery, Nueva York

#### 1990
- Galleri Nordanstad-Skarstedt, Estocolmo
- Art Conceptuel Formes Conceptuelles/Conceptual Art Conceptual Forms, Galerie 1900-2000; Galerie de Poche, París
- David Lamelas/Luis Camnitzer. Carla Stellweg Gallery, Nueva York
- Au Commencement. Centre d'Art de Guérigny, Guérigny

#### 1989
- Heat the Roof. Curated by Catherine Arthus-Bertrand, Nueva York
- Adriana Rosenberg Galería, Buenos Aires
- Pervasive Symbiosis. Ten Argentine Artists. Carla Stellweg Gallery, Nueva York

#### 1987
- Variations III. Exhibición itinerante. Los Angeles Contemporary Exhibitions, Los Ángeles; University of California, Fine Arts Gallery, Irvine and California State University, Art Gallery, Northridge

#### 1985
- Del pop-art a la nueva imagen. Ediciones de Arte Gaglianone, Colección Unión Carbide, Buenos Aires
- Video from Vancouver to San Diego. Museum of Modern Art, Nueva York

#### 1984
- Flowers of Life for Central America. Los Angeles Institute of Contemporary Art, Los Ángeles
- Video: A Retrospective. Long Beach Museum of Art, 1974-1984. Long Beach Museum of Art, Long Beach

#### 1983
- Film as Installation. The Clocktower, Nueva York

#### 1982
- Lately in L.A., Beyond Baroque Literary Arts Center, Venecia

#### 1978
- Video Art. Long Beach Museum of Art, Long Beach
- 28. Internationale Film Festspiele Berlin. 8. Internationales Forum des jungen Films. Akademie der Kunste, Arsenal, Berlín
- The New American Filmmakers Series: Short Video Narratives. Whitney Museum of American Art, Nueva York

#### 1977
- Filmex (film festival), Los Ángeles
- The New American Filmmakers Series: Clark/Lamelas. Whitney Museum of American Art, Nueva York
- Southland Video Anthology II, Part 5. Los Angeles Institute of Contemporary Art, Los Ángeles

#### 1976
- The New American Filmmakers Series: California Images. Whitney Museum of American Art, New York Artists Film Series, Nueva York
- Marginal Documents. Independent Film Oasis, Los Ángeles.
- Filme. Städtisches Museum Mönchengladbach, Mönchengladbach

#### 1974
- Projekt 74, Kunst bleibt Kunst. Kunsthalle, Kölnischer Kunstverein and Wallraf-Richartz Museum, Colonia
- 8. Kölner Kunstmarkt. Kunsthalle (Wide White Space Gallery), Colonia

#### 1973
- Combattimento per un immagine. Fotografi e Pittori. Galleria Civica d'Arte Moderna, Turín
- Artist's Books. Exhibición itinerante: Moore College of Art, Filadelfia; University Art Museum, University of California, Berkeley
- Beyond Painting and Sculpture. Arts Council of Great Britain, Royal College of Art, Londres
- Contemporanea. Parcheggio di Villa Borghese, Roma

#### 1972
- Documenta 5. Museum Fridericianum, Kassel
- A Survey of the Avant-Garde in Britain. Gallery House, Londres
- Book as Artwork 1960-1972. Nigel Greenwood Inc., Londres
- Actualité d'un Bilan. Galerie Yvon Lambert, París

#### 1971
- Multiples, The First Decade. Philadelphia Museum of Art, Filadelfia
- Arte de sistemas. Centro de Arte y Comunicación en el Museo de Arte Moderno, Buenos Aires
- Septième Biennale de Paris. Parc Floral de París; Bois de Vincennes, París
- In Another Moment. Galerya Studentski Kulturni Centar, Belgrado
- Prospect 71: Projection. Städtische Kunsthalle (Wide White Space Gallery), Dusseldorf

#### 1970
- Time. Les Arcs, Saboya
- Art Concepts from Europe. Bonino Gallery, Nueva York
- 18 Paris IV. 70. Curated by Michel Claura and Seth Siegelaub, París
- 3e Salon International de Galeries Pilotes. Exhibición itinerante: Musée Cantonal des Beaux-Arts (Wide White Space Gallery), Lausanne and Musée d'Art Moderne de la Ville de Paris (Wide White Space Gallery), París
- Information. The Museum of Modern Art, Nueva York
- Multipels en grafische werken. Wide White Space Gallery, Amberes

#### 1969
- Environments Reversal. Camden Arts Centre, Londres
- Socha Pieštanských Parkov 69 (International Exhibition of Plastic Oeuvres, Sculptures, Objects. Sculpture in the Parks of Pieštany 69), Kúpelný ostrov, Pieštany
- Prospect 69. Städtische Kunsthalle (Wide White Space Gallery), Dusseldorf
- Garden Project. Christ Church, Oxford
- Konzeption-Conception. Städtisches Museum Leverkusen - Schloss Morsbroich, Leverkusen

#### 1968
- Beyond Geometry. An Extension of Visual-Artistic Language in Our Time. Art Gallery, Center for Inter American Relations, Nueva York
- La XXXIV Biennale di Venezia. Padiglione de l'Argentina, Venecia
- Prospect 68. Städtische Kunsthalle (Wide White Space Gallery), Dusseldorf
- Materiales, nuevas técnicas, nuevas expresiones. Museo Nacional de Bellas Artes, Buenos Aires
- Beuys, Broodthaers, Christo, Lamelas, Lohaus, Palermo, Panamarenko, Ruthenbeck, Venet. Wide White Space Gallery, Amberes

#### 1967
- IX Bienal de São Paulo. Bienal do Museu de Arte Moderna de São Paulo, San Paulo
- Premio Georges Braque. Museo Nacional de Bellas Artes, Buenos Aires
- Experiencias Visuales. Instituto Torcuato Di Tella, Buenos Aires
- Más allá de la geometría. Extensión del lenguaje artístico-visual en nuestros días. Instituto Torcuato Di Tella, Buenos Aires
- Estructuras primarias II. Sociedad Hebraica Argentina, Buenos Aires

#### 1966
- Premio Georges Braque. Museo Nacional de Bellas Artes, Buenos Aires
- Galería Ronald Lambert, Buenos Aires
- V Premio Nacional. Instituto Torcuato Di Tella, Buenos Aires
- Premio ver y estimar. Museo de Arte Moderno, Buenos Aires
- Plástica con Plásticos. Museo Nacional de Bellas Artes, Buenos Aires
- Primer Festival Argentino de Formas Contemporáneas. Córdoba

#### 1965
- Artistas Jóvenes de Latinoamérica. Galería Lirolay, Buenos Aires
- La Menesunda. Instituto Torcuato Di Tella, Buenos Aires
- Premio de honor ver y estimar. Galería Van Riel, Buenos Aires
- Premio Georges Braque, Museo de Arte Moderno, Buenos Aires
- Selección de Jorge Romero Brest, Galería Guernica, Buenos Aires

#### 1964
- Salón de Latinoamérica. Museo de Arte Moderno, Buenos Aires
- Feria de la Feria. Galería Lirolay, Buenos Aires
- Objeto 64. Museo de Arte Moderno, Buenos Aires